# Kathedrale St. Josef (Qamischli)
Die Kathedrale St. Joseph (arabisch كاتدرائية القديس يوسف, armenisch Սուրբ Հովսեփ եկեղեցի) ist die Kathedrale der Armenisch-katholischen Kirche in der syrischen Stadt Qamischli.

## Standort
Die Kathedrale steht an der Ostseite der Schukri-al-Quwatli-Straße (شارع شكري القوتلي) gegenüber dem Krankenhaus Qamischli und etwa 300 m nordöstlich vom Fußballstadion von Qamischli (ملعب القامشلي), wo Al-Jihad SC (نادي الجهاد الرياضي) spielt, sowie rund 500 m westlich vom Fluss Dschaghdschagh (نهر جقجق). Südwestlich direkt bei der Kirche ist die zugehörige armenische Privatschule „Frieden“ (مدرسة سلام الخاصة للارمن), während sich weiter südwestlich auf der anderen Seite der Schukri-al-Quwatli-Straße eine weitere Schule befindet.

## Geschichte
Das nach dem Ersten Weltkrieg als Stadt neu gegründete Qamischli an der neuen Grenze zur Türkei wuchs in den 1920er und 1930er Jahren stark durch den Zuzug armenischer und assyrischer Flüchtlinge nach dem Völkermord an den syrischen Christen und an den Armeniern. Durch die Ansiedlung der Christen bildeten in Qamischli – wie auch in al-Hasaka und al-Malikiya – in der Mitte des 20. Jahrhunderts Christen die Mehrheit, wobei von diesen die Armenier und darunter noch mehr die armenischen Katholiken eine Minderheit waren. Die alten armenischen Bistümer in der Türkei waren durch das (mit Ausnahme Istanbuls) völlige Verschwinden der Armenier verwaist, während in Qamischli, das einst zur nun untergegangenen Erzeparchie Mardin gehört hatte, erstmals eine armenisch-katholische Gemeinde entstand. Im Jahre 1938 wurde das Patriarchalvikariat Qamischli mit Sitz in der neuen armenisch-katholischen Kirche St. Joseph gegründet, das am 29. Juni 1954 von Papst Pius XII. zur Eparchie Qamischli und die Kirche St. Joseph somit zur Kathedrale erhoben wurde.
Im Bürgerkrieg in Syrien seit 2011 führte die Bedrohung der Stadt Qamischli durch islamistische Terrorgruppen, ab 2013 insbesondere Daesch (IS), zu großer Verunsicherung und Angst unter der Bevölkerung. Qamischli kam unter Kontrolle der säkular ausgerichteten kurdischen Volksverteidigungseinheiten (YPG), ab 2015 als Teil der Demokratischen Kräfte Syriens, welche die Stadt gegen die islamistischen Feinde halten konnten. Dennoch blieb die Bedrohung bestehen und wuchs durch die Okkupation syrischen Territoriums durch türkische Besatzungstruppen und ihre islamistischen Verbündeten, hier insbesondere durch die türkische Militäroffensive in Nordsyrien 2019. Lebten im Jahre 2010 noch 1250 armenische Katholiken in Qamischli, so waren es im Jahre 2019 nur noch 500 (zum Vergleich: die Gemeinde der Armenischen Apostolischen Kirche fiel im gleichen Zeitraum von 5000 auf 2000 Mitglieder bei einer Einwohnerzahl der Stadt von 184.231 im Jahre 2004). War vor dem Krieg die Kathedrale zu den Gottesdiensten voll, so gab es im Februar 2020 in St. Joseph teilweise leere Kirchenbänke in einer nur zu einem Drittel vollen Kirche.
Am 11. November 2019, kurz nach der türkischen Aggression gegen Nordsyrien, wurde der 43-jährige Pfarrer der St.-Joseph-Kirche, Pater Hovsep Hanna Bedoyan, zusammen mit seinem Vater Apraham Hanna Bedoyan von Motorradschützen erschossen, als sie sich auf dem Weg nach Deir ez-Zor befanden, wo sie den Wiederaufbau einer zerstörten armenisch-katholischen Kirche inspizieren wollten. Daesch bekannte sich kurz darauf zu diesem Verbrechen. Am selben Tag explodierten drei Bomben in Qamischli, davon eine direkt vor der Kathedrale St. Joseph. Insgesamt starben dadurch sechs Menschen, doch war in diesem Fall niemand aus der armenisch-katholischen oder irgendeiner armenischen Gemeinde betroffen. Hovsep Hanna Bedoyan war verheiratet und hatte drei Kinder. Am 12. November 2019 wurde er mit einem Trauergottesdienst in seiner St.-Joseph-Kathedrale beerdigt. Der armenisch-katholische Erzbischof von Aleppo, Boutros Marayati, machte deutlich, dass der Krieg, anders als erhofft, noch nicht zu Ende sei und Hovsep und Hanna Bedoyan als christliche Märtyrer gestorben seien. Marayati brachte das Verbrechen in Zusammenhang mit dem Versuch der Türkei, die Erinnerung an den Völkermord an den Armeniern zu verhindern. Bedoyan habe versucht, in Deir ez-Zor, einem Ort mit besonders vielen Opfern des Völkermords, wieder eine Gemeinde aufzubauen, was aber gerade die Türkei nicht wünsche. Die türkische Regierung verurteilte das Verbrechen, jedoch nicht ohne dabei hervorzuheben, dass das Gebiet unter der Kontrolle kurdischer „Terroristen“ gewesen sei.

## Bistum und Bischof
Die Kathedrale von Qamischli ist Sitz der armenisch-katholischen Eparchie Qamischli (Eparchia Kamechliensis Armenorum). Sie umfasst im Jahr 2015 etwa 2500 Gläubige in zwei Parochien mit drei Priestern und einem Diakon und gehört zur Kirchenprovinz Kilikien. Seit dem Rücktritt des 1936 geborenen Bischofs Joseph Arnaouti im Jahre 1992 wird sie vom Erzbischof von Aleppo, Boutros Marayati, als Apostolischem Administrator geleitet.